# DB-Baureihe 703
Die Baureihe 703 der Deutschen Bahn AG dient zur Instandhaltung der Oberleitungsanlagen.
Die DB Netz AG brauchte Ersatz für die alten Fahrzeuge der Baureihen 701 und 702. Sie beauftragte deshalb die Firma Windhoff, entsprechende Fahrzeuge zu bauen. Hieraus entstanden bei Windhoff die Baureihen 703.0 und 711.0. Während das zweiachsige Fahrzeug 703 vor allem für kleinere planmäßige Prüf- und Wartungsarbeiten an den Oberleitungen konzipiert und IFO genannt wurde (Instandhaltungsfahrzeug für Oberleitungsanlagen), war das größere Fahrzeug 711 zusätzlich auch für Störungsbehebung sowie Fahrdraht- und Tragseiltausch vorgesehen. Beide Baureihen haben eine hohe Zahl gleicher Bauteile. 1996 erfolgte die erste Auslieferung von neun Triebwagen (Baureihe 703.0). 2000 und 2001 wurde die Gleisbaumechanik Brandenburg von der DB Netz AG beauftragt, weitere zehn solche Fahrzeuge zu fertigen (Baureihe 703.1).
Der Fahrzeugrahmen ist aus einer selbsttragenden Konstruktion mit aufgeschweißten Blechen gebaut.
Seit August 2020 gehört ein vom Hersteller generalsaniertes Exemplar der Baureihe 703 der Albtalverkehrsgesellschaft Karlsruhe (AVG).

## Antriebe
Die Baureihe 703 verfügt über einen wassergekühlten MAN-Dieselmotor des Typs D 2865 LOH-10 mit sechs Zylindern. Über ein hydrodynamisches Lastschaltgetriebe aus der Zahnradfabrik-Friedrichshafen wird sein Drehmoment auf beide Achsen übertragen. Dieser Antrieb wird bei Streckenfahrten eingesetzt.
Um die Hydraulikantriebe betätigen zu können, wurde ein zweiter MAN-Dieselmotor des Typs D 0824 eingebaut. Dieser Motor stellt der Hydraulik eine Leistung von 81 kW zur Verfügung.
Während einer Schleichfahrt treibt ein hydrodynamischer Antrieb das Fahrzeug an. Bei Geschwindigkeiten bis zu 10 km/h sind Arbeiten an der Oberleitung während der Fahrt möglich.